# Vacqueriette-Erquières
Vacqueriette-Erquières és un municipi francès situat al departament del Pas de Calais i a la regió dels Alts de França. L'any 2007 tenia 244 habitants.

## Demografia

### Població
El 2007 la població de fet de Vacqueriette-Erquières era de 244 persones. Hi havia 100 famílies de les quals 20 eren unipersonals (4 homes vivint sols i 16 dones vivint soles), 36 parelles sense fills, 28 parelles amb fills i 16 famílies monoparentals amb fills.
La població ha evolucionat segons el següent gràfic:
Habitants censats

### Habitatges
El 2007 hi havia 127 habitatges, 101 eren l'habitatge principal de la família, 15 eren segones residències i 11 estaven desocupats. Tots els 127 habitatges eren cases. Dels 101 habitatges principals, 81 estaven ocupats pels seus propietaris, 18 estaven llogats i ocupats pels llogaters i 2 estaven cedits a títol gratuït; 8 tenien tres cambres, 20 en tenien quatre i 73 en tenien cinc o més. 93 habitatges disposaven pel capbaix d'una plaça de pàrquing. A 52 habitatges hi havia un automòbil i a 34 n'hi havia dos o més.

### Piràmide de població
La piràmide de població per edats i sexe el 2009 era:
| Homes | Edats   | Dones |
| ----- | ------- | ----- |
| 0     | 95 o +  | 0     |
| 0     | 90 a 94 | 0     |
| 0     | 85 a 89 | 4     |
| 0     | 80 a 84 | 0     |
| 0     | 75 a 79 | 12    |
| 8     | 70 a 74 | 0     |
| 12    | 65 a 69 | 20    |
| 8     | 60 a 64 | 0     |
| 4     | 55 a 59 | 0     |
| 16    | 50 a 54 | 12    |
| 12    | 45 a 49 | 4     |
| 8     | 40 a 44 | 16    |
| 4     | 35 a 39 | 8     |
| 8     | 30 a 34 | 4     |
| 0     | 25 a 29 | 4     |
| 8     | 20 a 24 | 12    |
| 4     | 15 a 19 | 4     |
| 12    | 10 a 14 | 16    |
| 4     | 5 a 9   | 4     |
| 0     | 0 a 4   | 8     |

## Economia
El 2007 la població en edat de treballar era de 152 persones, 96 eren actives i 56 eren inactives. De les 96 persones actives 92 estaven ocupades (56 homes i 36 dones) i 4 estaven aturades (1 home i 3 dones). De les 56 persones inactives 26 estaven jubilades, 7 estaven estudiant i 23 estaven classificades com a «altres inactius».

### Ingressos
El 2009 a Vacqueriette-Erquières hi havia 97 unitats fiscals que integraven 233 persones, la mediana anual d'ingressos fiscals per persona era de 14.859 €.

### Activitats econòmiques
Dels 8 establiments que hi havia el 2007, 1 era d'una empresa de fabricació de material elèctric, 2 d'empreses de fabricació d'altres productes industrials, 1 d'una empresa de construcció, 1 d'una empresa de comerç i reparació d'automòbils, 1 d'una empresa de serveis i 2 d'empreses classificades com a «altres activitats de serveis».
L'únic servei als particulars que hi havia el 2009 era un paleta.
L'any 2000 a Vacqueriette-Erquières hi havia 13 explotacions agrícoles que ocupaven un total de 462 hectàrees.

## Equipaments sanitaris i escolars
El 2009 hi havia una escola maternal integrada dins d'un grup escolar amb les comunes properes formant una escola dispersa.

## Poblacions més properes
El següent diagrama mostra les poblacions més properes.